# Піджен (Вісконсин)
Піджен (англ. Pigeon) — місто (англ. town) в США, в окрузі Тремполо штату Вісконсин. Населення — 1018 осіб (2020).

## Демографія
Згідно з переписом 2010 року, у місті мешкала 891 особа в 307 домогосподарствах у складі 241 родини. Було 337 помешкань
Расовий склад населення:
| - 95,8 % — білих - 1,0 % — азіатів - 0,1 % — корінних американців - 1,7 % — осіб інших рас |

До двох чи більше рас належало 1,3 %. Частка іспаномовних становила 2,4 % від усіх жителів.
За віковим діапазоном населення розподілялося таким чином: 33,1 % — особи молодші 18 років, 54,7 % — особи у віці 18—64 років, 12,2 % — особи у віці 65 років та старші. Медіана віку мешканця становила 36,0 року. На 100 осіб жіночої статі у місті припадало 104,4 чоловіків;  на 100 жінок у віці від 18 років та старших — 109,9 чоловіків також старших 18 років.
Середній дохід на одне домашнє господарство  становив 72 975 доларів США (медіана — 62 045), а середній дохід на одну сім'ю — 83 609 доларів (медіана — 70 000). Медіана доходів становила 37 813 долари для чоловіків та 31 635 доларів для жінок. За межею бідності перебувало 5,8 % осіб, у тому числі 7,5 % дітей у віці до 18 років та 0,0 % осіб у віці 65 років та старших.
Цивільне працевлаштоване населення становило 525 осіб. Основні галузі зайнятості: виробництво — 18,7 %, освіта, охорона здоров'я та соціальна допомога — 15,6 %, будівництво — 13,0 %, сільське господарство, лісництво, риболовля — 13,0 %.